# Перекличка (фільм)
«Перекличка» — радянський чорно-білий художній фільм, поставлений на кіностудії «Таджикфільм» в 1965 році режисером Данилом Храбровицьким

## Сюжет
Цей фільм є «перекличкою» двох поколінь радянської молоді. Багатоплановий, як роман, фільм будується на чотирьох різних історіях, які тісно переплітаються між собою. Події сьогоднішні перемежовуються зі спогадами про події двадцятирічної давності. Поєднує всі історії фільму образ генерала Журавльова, що пройшов Велику Вітчизняну війну, який зараз є одним з провідних конструкторів космічних ракет. Історії, які він згадує, багато в чому документальні.

## У ролях
- Микита Михалков —  Сергій Бородін
- Олег Стриженов —  Олексій Бородін, космонавт
- Mapіаннa Вертинська —  Катя, драматична актриса
- Тетяна Дороніна —  Ніка
- Василь Mepкур'єв —  генерал Віктор Ілліч Журавльов
- Євген Стеблов —  Саша Амельченко
- Шавкат Газієв —  механік-водій танкового екіпажу
- Мухаммеджан Касимов —  голова виконкому
- Всеволод Санаєв —  Варенцов
- Є. Захода —  епізод
- Євген Весник —  Вася, циркач
- Михайло Мансуров —  епізод
- Валентин Нікулін —  журналіст
- Володимир Кашпур —  Віктор Ружин
- Микола Бармін —  Микола Михайлович, генерал
- Владислав Ковальков —  лейтенант
- Леонід Оболенський —  епізод
- Геннадій Балаєв —  епізод
- В'ячеслав Подвиг —  Боря
- Галина Самохіна —  актриса
- Олег Хроменков —  шофер
- Віктор Чекмарьов —  епізод
- Валерій Мотренко —  конферансьє
- Євген Крючков —  епізод
- В. Потапов —  епізод
- Т. Нецвєтаєва —  епізод
- Федір Нікітін —  професор
- А. Аляб'єв —  епізод
- Борис Аракелов — епізод  (в титрах не вказаний)
- Олександр Афанасьєв —  епізод  (в титрах не вказаний)
- Ігор Боголюбов —  епізод  (в титрах не вказаний)
- Микола Кузьмін —  епізод  (в титрах не вказаний)
- Олександр Суснін —  епізод  (в титрах не вказаний)

- У зйомках фільму брали участь війська Білоруського військового округа

## Знімальна група
- Сценарій і постановка —  Данило Храбровицький
- Головний оператор —  Юрій Сокол
- Композитор —  Мойсей Вайнберг
- Звукооператор — В'ячеслав Лещов
- Диригент —  Емін Хачатурян
- Монтаж  Олександри Борівської
- Режисери — А. Файзієв, Б. Урецький
- Оператори — В. Боголюбов, Н. Міхеєва
- Художники — Тамара Васильковська,  Всеволод Улитко, В. Тараканов
- Грим — Е. Емма
- Піротехніки — Іван та Ігор Лихачови
- Асистенти:

Режисера — Р. Бове, І. Гуськов, А. Кудусов: Художника — В. Александров, Н. Чернишова, Н. Юдін: Оператора — А. Кошмуратов, С. Чадін
- Редактор — М. Муллоджанов
- Військові консультанти: генерал-лейтенант  Іван Владимиров, підполковник Ю. Морозов
- Консультанти по космонавтиці: полковник Є. Карпов, полковник А. Беспалов
- Директор картини —  Микола Сліозберг

## Цікаві факти
Під час зйомок одного з військових епізодів фільму отримала значні пошкодження Церква святого Михайла Архангела в містечку Зембин (Білорусь). На адресу Микити Михалкова, який грав роль танкіста у фільмі, надходили звернення предстоятеля Білоруської православної церкви Філарета, громадських діячів з проханнями про надання допомоги у відновленні святині, однак він їх все проігнорував. Незважаючи на те, що М. Михалков особисто не підривав динамітом вівтарну стіну храму, у фільмі він зіграв роль танкіста і в'їхав на танку Т-34 в вівтарну частину храму, а також випрасував танком місця поховань священнослужителів за вівтарем храму .